# Big Lake (Alasca)
Big Lake é uma Região censo-designada localizada no estado americano de Alasca, no Distrito de Matanuska-Susitna.

## Demografia
Segundo o censo americano de 2000, a sua população era de 2635 habitantes.

## Geografia
De acordo com o United States Census Bureau, a localidade tem uma área de 375,0 km², dos quais 341,7 km² cobertos por terra e 33,3 km² cobertos por água.

## Localidades na vizinhança
O diagrama seguinte representa as localidades num raio de 32 km ao redor de Big Lake. 